# Розмірність Круля
У абстрактній алгебрі, розмірність Круля кільця R — число строгих включень в максимальному ланцюзі простих ідеалів. Розмірність Круля не обов'язково є обмеженою навіть для нетерових кілець.

## Означення
Якщо P0, P1, ... , Pn — прості ідеали кільця такі що {\displaystyle P_{0}\subsetneq P_{1}\subsetneq \ldots \subsetneq P_{n}}, то кажуть, що ці ідеали утворюють ланцюг довжини n. Розмірність Круля — супремум довжин ланцюгів головних ідеалів.

## Приклади
- У кільці (Z/8Z)[x,y,z] ми можемо розглядати ланцюг

{\displaystyle (2)\subsetneq (2,x)\subsetneq (2,x,y)\subsetneq (2,x,y,z)}
Кожен з цих ідеалів головний, так що розмірність Круля (Z/8Z)[x, y, z] є як мінімум 3. Фактично розмірність цього кільця рівна точно 3.
- Довільне поле k має розмірність Круля 0.
- Кільце многочленів {\displaystyle k[x_{1},...,x_{n}]} і кільце формальних степеневих рядів {\displaystyle k[[x_{1},...,x_{n}]]} над деяким полем k мають розмірність Круля n. Більш загально для довільного нетерового комутативного кільця R для розмірності Круля виконується рівність {\displaystyle \dim(R[x_{1},\ldots ,x_{n}])=\dim(R[[x_{1},\ldots ,x_{n}]])=\dim R+n.}
- Для довільного комутативного кільця R розмірність Круля кільця многочленів задовольняє нерівність:  {\displaystyle \dim(R)+1\leqslant \dim(R[x_{1},\ldots ,x_{n}])\leqslant 2\dim(R)+1.} Для кільця формальних степеневих рядів у цьому випадку виконується лише нерівність {\displaystyle \dim(R)+1\leqslant \dim(R[[x_{1},\ldots ,x_{n}]]).} Натомість існують кільця скінченної розмірності Круля над якими кільце формальних степеневих рядів має нескінченну розмірність.

Зокрема кільце {\displaystyle R[[x]]}  має нескінченну розмірність тоді і тільки тоді, коли існує простий ідеал {\displaystyle {\mathfrak {p}}} для якого {\displaystyle {\mathfrak {p}}[[x]]\neq {\sqrt {{\mathfrak {p}}R[[x]]}}.} Тут {\displaystyle {\mathfrak {p}}[[x]]} позначає формальні степеневі ряди із коефіцієнтами із {\displaystyle {\mathfrak {p}},} а {\displaystyle {\sqrt {{\mathfrak {p}}R[[x]]}}} — радикал ідеалу у {\displaystyle R[[x]]}  породженого {\displaystyle {\mathfrak {p}}.} Зокрема, якщо R — кільце розмірності 0, то розмірність {\displaystyle R[[x]]} рівна або 1 або нескінченності.
Прикладом скінченновимірних комутативних кілець для якого {\displaystyle R[[x]]} має нескінченну розмірність є кільця недискретного нормування розмірності 1. Іншим прикладом є {\displaystyle R=\mathbb {Q} [x_{1},x_{2},\ldots ]/(x_{1}^{n},x_{2}^{n},\ldots ),\ n\geqslant 2,} яке є кільцем розмірності 0, а також всі скінченновимірні кільця спектр яких не є нетеровим топологічним простором.
- Кільце головних ідеалів, що не є полем, має розмірність Круля 1.
- Розмірність довільного кільця Артіна є рівною 0.
- Розмірність довільного кільця Дедекінда є рівною 1.
- Локальне кільце має нульову розмірність тоді і тільки тоді, коли всі елементи його максимального ідеалу є нільпотентними.
- Приклад Наґати. Нехай {\displaystyle R=k[x_{1},...,x_{n},...]} — кільце многочленів зі зліченною кількістю змінних. Розглянемо послідовність простих ідеалів {\displaystyle {\mathfrak {p}}_{1}=(x_{1}),\ {\mathfrak {p}}_{2}=(x_{2},x_{3}),\ {\mathfrak {p}}_{3}=(x_{4},x_{5},x_{6}),\ \ldots }Тоді {\displaystyle S=R\setminus \cup {\mathfrak {p}}_{i}}є мультиплікативною множиною і можна розглянути локалізацію {\displaystyle A=S^{-1}R.}Нехай також {\displaystyle {\mathfrak {m}}_{i}=S^{-1}{\mathfrak {p}}_{i}.}Множина {\displaystyle {\mathfrak {m}}_{i}}є множиною максимальних ідеалів кільця A. Справді ідеали  кільця A є у бієктивній відповідності із ідеалами кільця R, що містяться у {\displaystyle \cup {\mathfrak {p}}_{i}.}Якщо {\displaystyle {\mathfrak {a}}}є таким ненульовим ідеалом то {\displaystyle {\mathfrak {a}}\subset {\mathfrak {p}}_{i}} для деякого i. Справді, якщо це не так, то з запису {\displaystyle \bigcup {\mathfrak {p}}_{i}={\mathfrak {p}}_{1}\cup \ldots {\mathfrak {p}}_{n}\cup \bigcup _{k>n}{\mathfrak {p}}_{k}} і леми про уникнення простих ідеалів випливає що {\displaystyle {\mathfrak {a}}\subset \bigcup _{k>n}{\mathfrak {p}}_{k}} для всіх n. Але перетин таких множин є рівним нуля, що суперечить припущенню.

Будь-який ненульовий елемент кільця A належить лише скінченній кількості максимальних ідеалів {\displaystyle {\mathfrak {m}}_{i}}, адже  будь-який ненульовий елемент кільця R належить лише скінченній кількості ідеалів {\displaystyle {\mathfrak {p}}_{i}}, що випливає з того, що будь-який елемент кільця R є елементом деякого підкільця зі скінченною кількістю змінних і тому не може містити породжуючих елементів для всіх {\displaystyle {\mathfrak {p}}_{i}.}
Кожна локалізація {\displaystyle A_{{\mathfrak {m}}_{i}}=R_{{\mathfrak {p}}_{i}}} є нетеровим кільцем. Дійсно якщо {\displaystyle {\mathfrak {p}}_{i}=(x_{k},\ldots ,x_{k+i-1}),} то {\displaystyle R_{{\mathfrak {p}}_{i}}=\simeq K[x_{k},\ldots ,x_{k+i-1}]_{(x_{k},\ldots ,x_{k+i-1})},} де K — поле часток підкільця многочленів у R, що не містять змінних {\displaystyle x_{k},\ldots ,x_{k+i-1}.} Твердження отримується з того, що кільце многочленів над полем (зі скінченною кількістю змінних) і будь-яка його локалізація є нетеровими кільцями.
Для довільного комутативного кільця R, якщо кожен його ненульовий елемент міститься лише у скінченній кількості максимальних ідеалів і локалізація по кожному максимальному кільці є кільцем Нетер, то і R — кільце Нетер. Справді для довільної зростаючої послідовності ідеалів довільний елемент якогось із ідеалів належить лише скінченній множині максимальних ідеалів. Але тоді і кожен ідеал зростаючої послідовності є підмножиною цієї скінченної множини максимальних ідеалів. Тому існує деякий максимальний ідеал якому належить нескінченна кількість ідеалів послідовності. Оскільки при переході до локалізації по цьому максимальному ідеалу підпослідовність стабілізується то це ж є справедливим і для початкової підпослідовності, а тому всієї послідовності. Отже R — кільце Нетер. Зокрема і частковий випадок {\displaystyle R=k[x_{1},...,x_{n},...]} є нетеровим кільцем, оскільки вказані умови виконуються.
Натомість у  {\displaystyle {\mathfrak {m}}_{i}} існує ланцюг простих ідеалів довжини {\displaystyle i}. Оскільки {\displaystyle i} є необмеженим числом то {\displaystyle R} має розмірність рівну нескінченності і є прикладом нескінченновимірного нетерового кільця.
- Натомість довільне напівлокальне нетерове кільце має скінченну розмірність.

## Властивості
- Розмірність Круля кільця R рівна супремуму висот всіх простих ідеалів R. Зокрема, область цілісності має розмірність Круля 1, коли кожен відмінний від нуля простий ідеал є максимальним ідеалом.

- Область цілісності є полем, якщо і тільки якщо його розмірність Круля рівна нулю.

- Розмірність Круля кільця є рівною розмірності будь-якого його цілого розширення.
- Для кільця R і простого ідеалу {\displaystyle {\mathfrak {p}}\in R} виконується нерівність {\displaystyle \operatorname {ht} {\mathfrak {p}}+\operatorname {coht} {\mathfrak {p}}\leqslant \dim R.}

Нерівність може бути строгою навіть для нетерових кілець. Нехай, наприклад, {\displaystyle A=k[[X,Y,Z]]} — кільце формальних степеневих рядів від трьох змінних над полем k, I — ідеал породжений XY і XZ і R = A/I. Тоді {\displaystyle \dim R=2.} Якщо позначати {\displaystyle {\bar {Y}},\ {\bar {Z}}} — образи {\displaystyle Y,Z} у R, то висота ідеалу {\displaystyle ({\bar {Y}},\ {\bar {Z}})} є рівною 0, а оскільки {\displaystyle R/({\bar {Y}},\ {\bar {Z}})\simeq k[[X]]} то {\displaystyle \operatorname {coht} ({\bar {Y}},\ {\bar {Z}})=\dim k[[X]]=1.} Тому {\displaystyle \operatorname {ht} ({\bar {Y}},\ {\bar {Z}})+\operatorname {coht} ({\bar {Y}},\ {\bar {Z}})=1<\dim R.}

## Розмірність модуля
Якщо R — комутативне кільце і M — R-модуль, розмірність Круля M визначається як розмірність Круля факторкільця по анулятору модуля:
{\displaystyle \operatorname {dim} _{R}M:=\operatorname {dim} (R/\operatorname {Ann} _{R}(M))}
де AnnR(M) — ядро відображення R → EndR(M) (що зіставляє елементу кільця множення на цей елемент).
Також можна дати означення за допомогою рівностей {\displaystyle \operatorname {dim} _{R}M=\sup _{{\mathfrak {p}}\in \operatorname {Supp} M}\operatorname {coht} ({\mathfrak {p}})=\sup _{{\mathfrak {p}}\in \operatorname {Ass} M}\operatorname {coht} ({\mathfrak {p}}),} де {\displaystyle \operatorname {Supp} M} — носій модуля, а {\displaystyle \operatorname {Ass} M}— множина асоційованих простих ідеалів модуля.